# الخطوط الملكية المغربية
الخطوط الملكية المغربية أو لارام هي شركة الطيران الوطنية في المغرب، وثاني أكبر شركة طيران في إفريقيا، من حيث عدد المسافرين، بعد الخطوط الجوية الإثيوبية. وهي شركة طيران كاملة الخدمات، وتتخذ من مطار محمد الخامس الدولي مركزًا رئيسيًا لعملياتها، وانطلاقًا منه تهدف الخطوط الملكية المغربية لنقل المسافرين بين المغرب وأفريقيا، وأوروبا، وأمريكا الشمالية، وآسيا. وهي عضو في تحالف عالم واحد، وحصلت على لقب أفضل شركة طيران أفريقية في عامي 2016 و2021. كما تنطلق رحلات الشركة من مطارات أخرى كأكادير ومراكش وطنجة وفاس ووجدة تستهدف بالأساس المغاربة المقيمين بالخارج والسياح الأجانب.
في عام 2018، وصل عدد المسافرين على رحلات الخطوط الملكية المغربية إلى 7.3 مليون مسافر.

## تاريخ
1953: جاءت فكرة إنشاء الشركة بعد اندماج طيران الأطلس 'Air Atlas' وطيران المغرب 'Air Maroc'.
1957: تم تسمية الشركة بالخطوط الملكية المغربية وأصبحت الحكومة المغربية تمتلك أكثر من 50% من رأسمال الشركة. وبدأت الشركة الجديدة عملها بطائرات من طراز دوغلاس دي سي-3 ودوغلاس دي سي-4 ولوكهيد إل-749 كونستليشن.
1969: قدمت الشركة لأول مرة طلباً لشراء الطائرات مُباشرة من مصنع بوينغ.
1970: أول طائرة من طراز بوينغ 200-727 تنضم للأسطول.
1975: بدأت أول رحلة بين المغرب ونيويورك عن طريق طائرة استأجرتها الشركة من الخطوط الجوية الفرنسية من طراز بوينغ 707 وبذلك أصبحت الخطوط الملكية المغربية أول شركة عربية تُشغل هذه الرحلة الجوية.
1976: تم إزالة جميع الطائرات من طراز سود أفياسيون كارافيل من الأسطول وبيعها.
1978: أول طائرة من طراز بوينغ 200-747 تنضم للأسطول.
1986: أول طائرة من نوع بوينغ 200-757 تنضم للأسطول، وبذلك أصبحت الخطوط الملكية المغربية أول شركة طيران على الصعيد الإفريقي في إدماج بوينغ 757 ضمن أسطولها.
1996: مع تزايد عدد المسافرين كانت الحاجة ضرورية لشراء طائرات جديدة، حيث وضعت الشركة طلباً لشراء 31 طائرة بوينغ 737 من الجيل الجديد وأربعة طائرات من نوع A321.
2006: تعيين إدريس بنهيمة مديراً عاماً للخطوط الملكية المغربية.
2011: لتخفيض تكاليف الصيانة، تمت إزالة جميع طائرات إيرباص إيه 321 من الأسطول، ليبقى الأسطول مُكوناً من طائرات بوينغ فقط، وفي نفس السنة بدأت الشركة التركيز على جعل مطار محمد الخامس الدولي كمركز عمليات رئيسي. وفي نفس السنة أيضاً تم افتتاح خطوط جوية جديدة من الدار البيضاء إلى موسكو، بيساو، لواندا.
2012: افتتاح خط طنجة - مدريد.
2013: افتتاح خط الدار البيضاء - لاس بالماس، والدار البيضاء - تينيريفي الشمالي.
2014: افتتاح خط الدار البيضاء - انجامينا، وإنضمام 4 طائرات من طراز إمبراير 190 للأسطول.
2015: أول طائرة من طراز بوينغ 8-787 تدخل للأسطول.
2016: تغيير المدير العام، حيث أصبح المدير العام الجديد هو عبد الحميد عدو. وفي نفس السنة، انطلقت أول رحلة إلى نيروبي بكينيا حيث تم تشغيل جميع رحلات نيروبي بطائرات من طراز بوينغ 767 ثم لاحقاً في عام 2017 تم إزالة الرحلات المُباشرة إلى نيروبي وأصبحت تتم مرورا عبر مطار انجامينا بطائرات من طراز بوينغ 737 بسبب قلة عدد الركاب.
2018: حصلت تغييرات كبيرة في الخطوط الملكية المغربية في سنة 2018، من بينها: تحويل طائرة للركاب من طراز بوينغ 767 إلى طائرة شحن وفتح خطوط جديدة للشحن، وخروج طائرة أخرى من طراز بوينغ 767 من الأسطول، وخروج آخر طائرة من طراز بوينغ 747 من الأسطول ودخول أول طائرتين من طراز بوينغ 9-787 وبوينغ 737 ماكس 8 للأسطول.
2019: افتتاح خطوط جديدة من الدار البيضاء إلى بوعرفة، عمان، فيينا، أثينا، ميامي، بوسطن، وتوقف خط الدار البيضاء - نيروبي. وفي نفس السنة دشنت الشركة مركز عمليات جديد بمطار العيون الحسن الأول وبدأت تشغيل رحلات داخلية جديدة تربط بين العيون ومراكش وكلميم وتعزيز الرحلات الرابطة بين العيون والداخلة وأكادير ولاس بالماس.
2020: افتتاح خط الدار البيضاء - بكين، وخط الرباط - العيون. وانضمام الشركة لتحالف وان وورلد.

## مركز العمليات
بعد التوقيع على إتفاقية الأجواء المفتوحة في سنة 2004، بدأت شركات الطيران منخفضة التكلفة بتشغيل رحلات جوية إلى المغرب، مما سمح بزيادة عدد الركاب عامة وعدد السياح خاصة نحو وجهة المغرب، لكن هذه الإتفاقية لم تكن في صالحة شركة الطيران الوطنية الخطوط الملكية المغربية، فتقلصت أرباح الشركة بشكل كبير بسبب عدم القدرة على المنافسة مع الأسعار التي كانت تقدمها تلك الشركات المنخفضة التكلفة، وعانت الخطوط الملكية المغربية لعدة سنوات متتالية من خسائر مالية، وبقي الوضع قائماً إلى غاية توقيع عقد برنامج مع الدولة في 2011، قامت بموجبه الشركة بإتخاذ قرار لا رجعة فيه وهو التخلي عن الكثير من الخطوط الجوية التي كانت تُشغلها من المطارات المغربية وبيع العديد من الطائرات القديمة وتقليص عدد الموظفين والتركيز على مطار محمد الخامس الدولي وجعله كمركز عمليات يربط الرحلات الجوية بين إفريقيا وباقي أنحاء العالم، خصوصاً بين إفريقيا وأوروبا. ولتمكين المسافرين في بافي المدن المغربية من مواصلة الرحلات مع الخطوط الملكية المغربية، وأيضاً للمساهمة في تسهيل حركة النقل الجوي الداخلي قامت الشركة بإنشاء شركة فرعية لها تحمل اسم الخطوط الملكية المغربية إكسبريس تتوفر على أسطول للرحلات القصيرة المدى وتقدم رحلات جوية داخلية بأسعار منخفضة يتم دعهما مادياً من طرف الجهات.

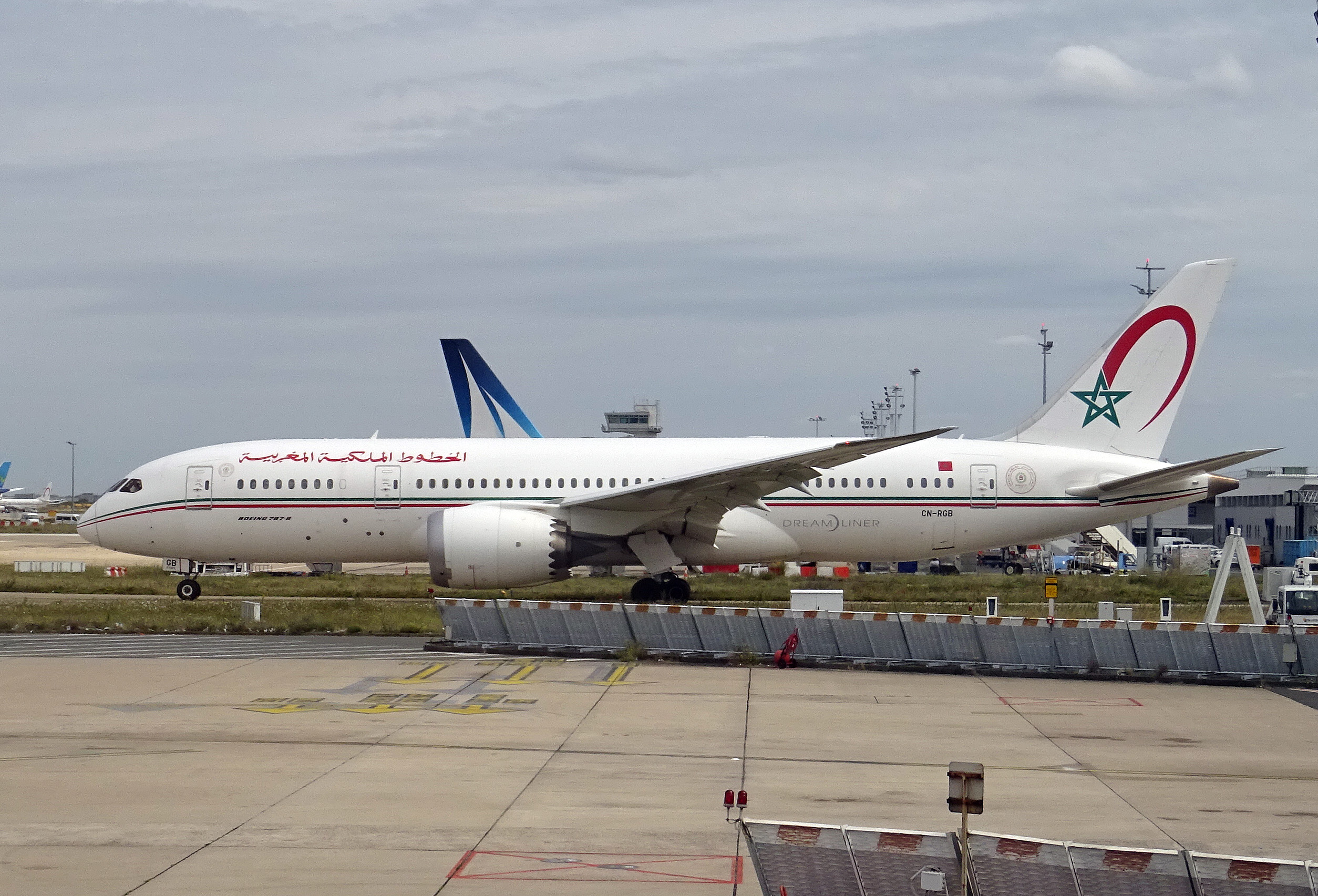
طائرة بوينغ 8-787

## الجوائز
- فازت الخطوط الملكية المغربية في 15 يوليوز 2014 بجائزة أحسن شركة طيران بأفريقيا برسم سنة 2014، والتي تمنحها هيئة سكاي تراكس، وذلك خلال حفل أقيم على هامش المعرض الدولي للطيران بفارنبوروغ، المنظم ما بين 14 و20 يوليوز 2014.[10]
- حصلت الخطوط الملكية المغربية للسنة الثانية على التوالي على جائزة “الخمسة نجوم الماسية العالمية” التي تمنحها الأكاديمية الأمريكية لعلوم الضيافة.[11]
- منحت الهيئة العامة للطيران المدني بالمملكة العربية السعودية، ومديرية مطار الملك عبد العزيز الدولي، شهادة تقدير وشكر للخطوط الملكية المغربية، اعترافا للشركة الوطنية بالمجهودات القيمة التي بذلتها في سبيل إنجاح عملية الحج لسنة 1435 هجرية الموافقة لسنة 2014.

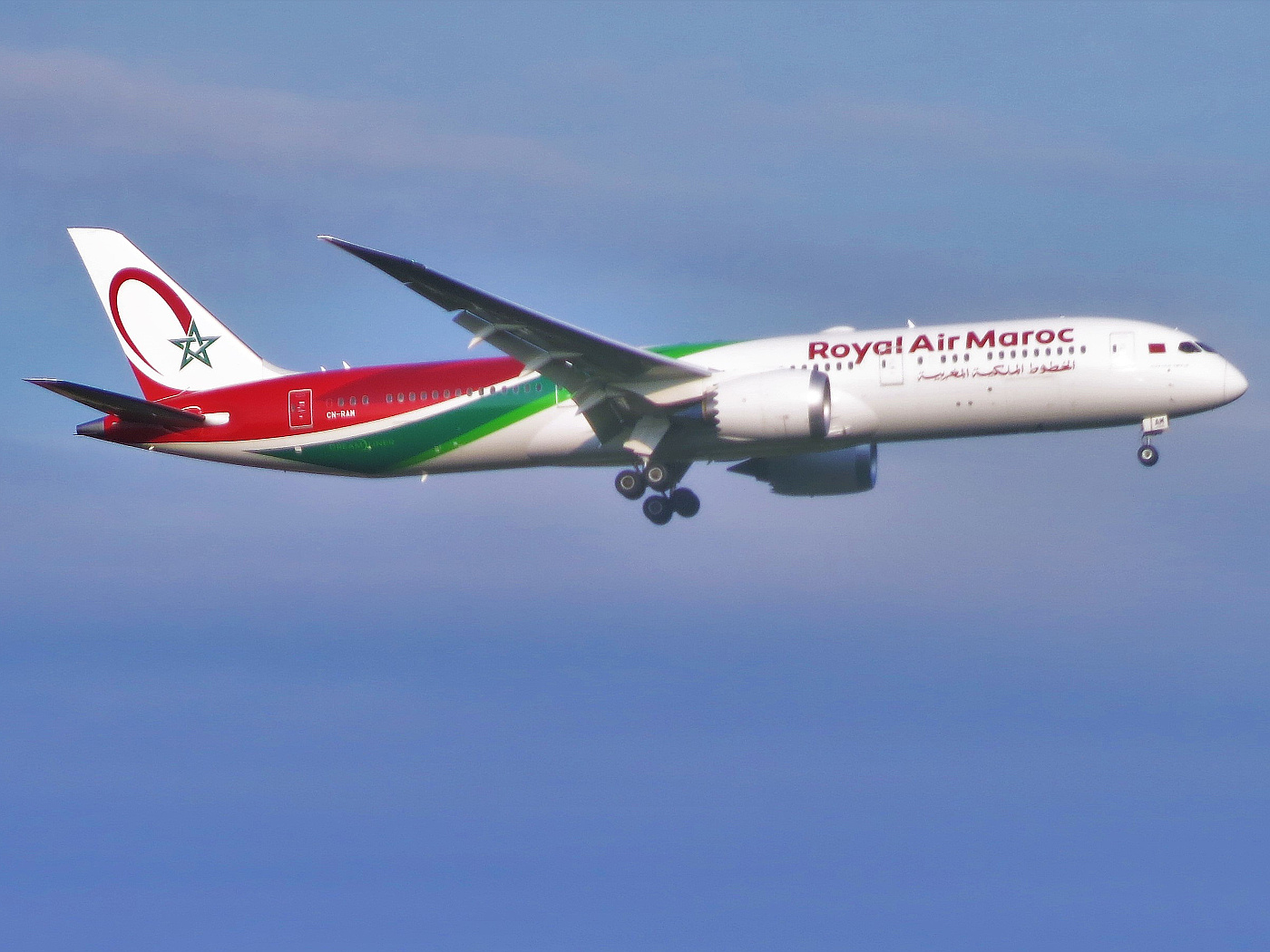
طائرة بوينغ 9-787

## الموظفين

### الطيارين
يعمل في الخطوط الملكية المغربية حوالي 620 طيار.

### المضيفيين الجويين

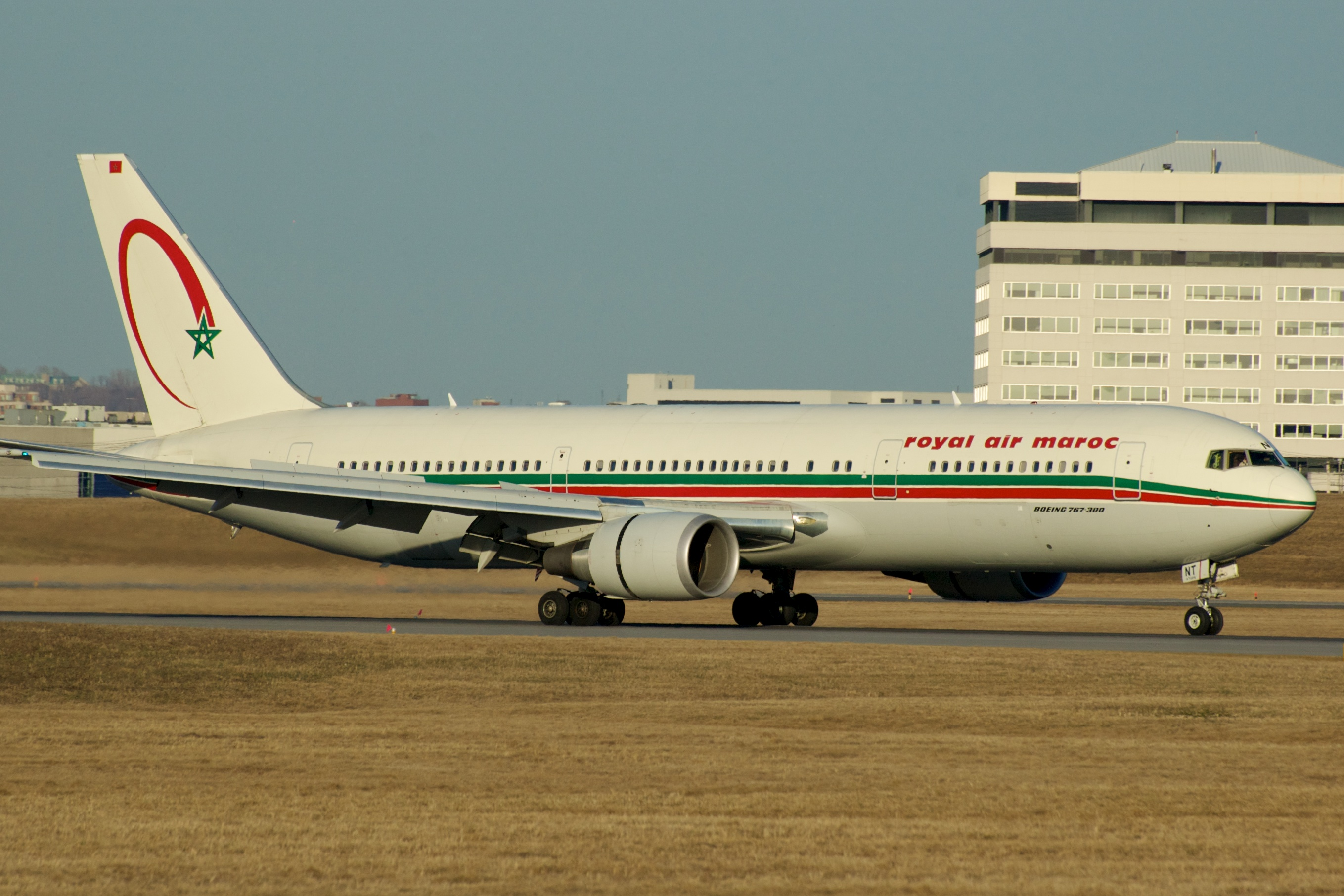
طائرة بوينغ 767

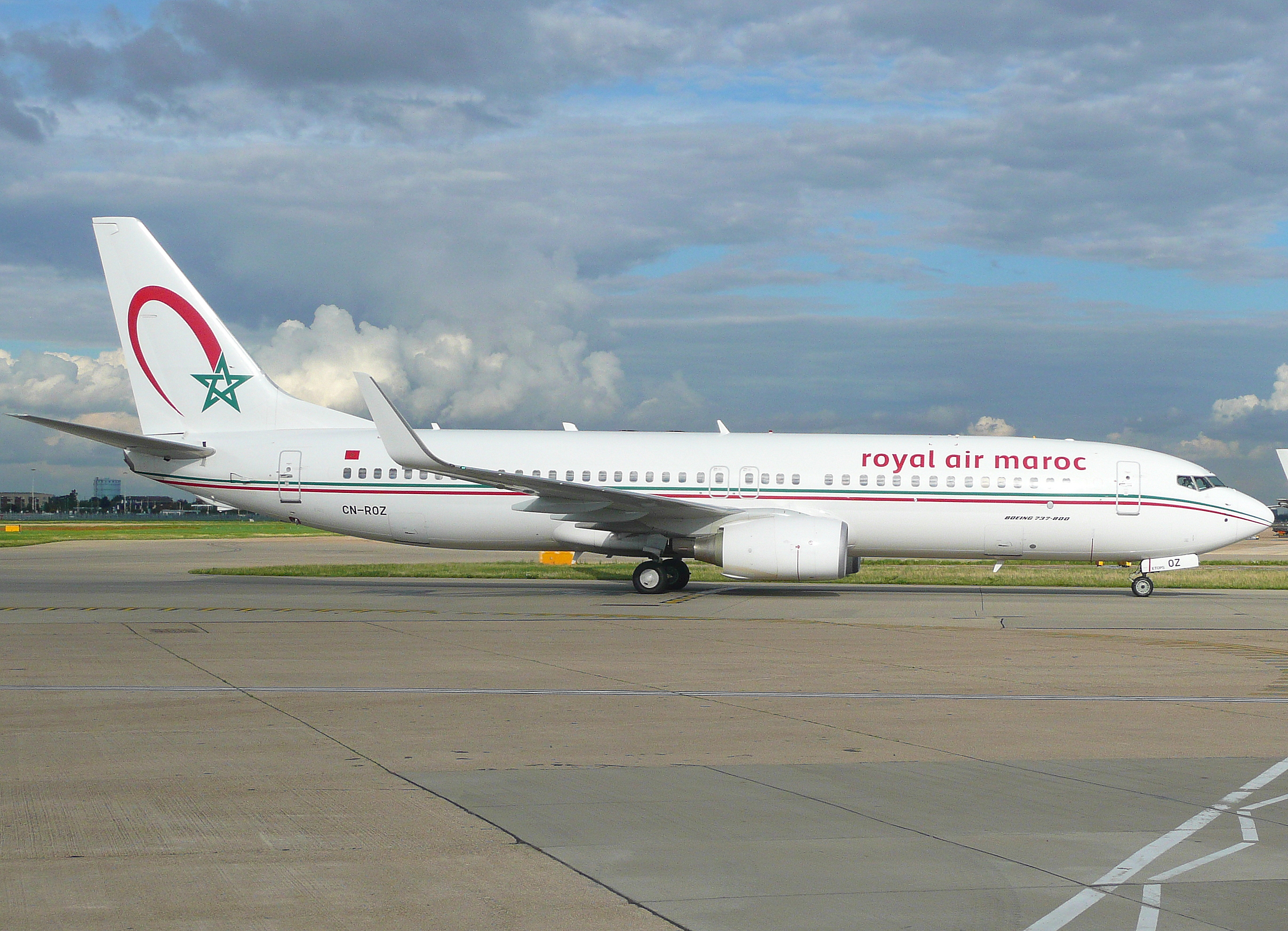
طائرة بوينغ 800-737

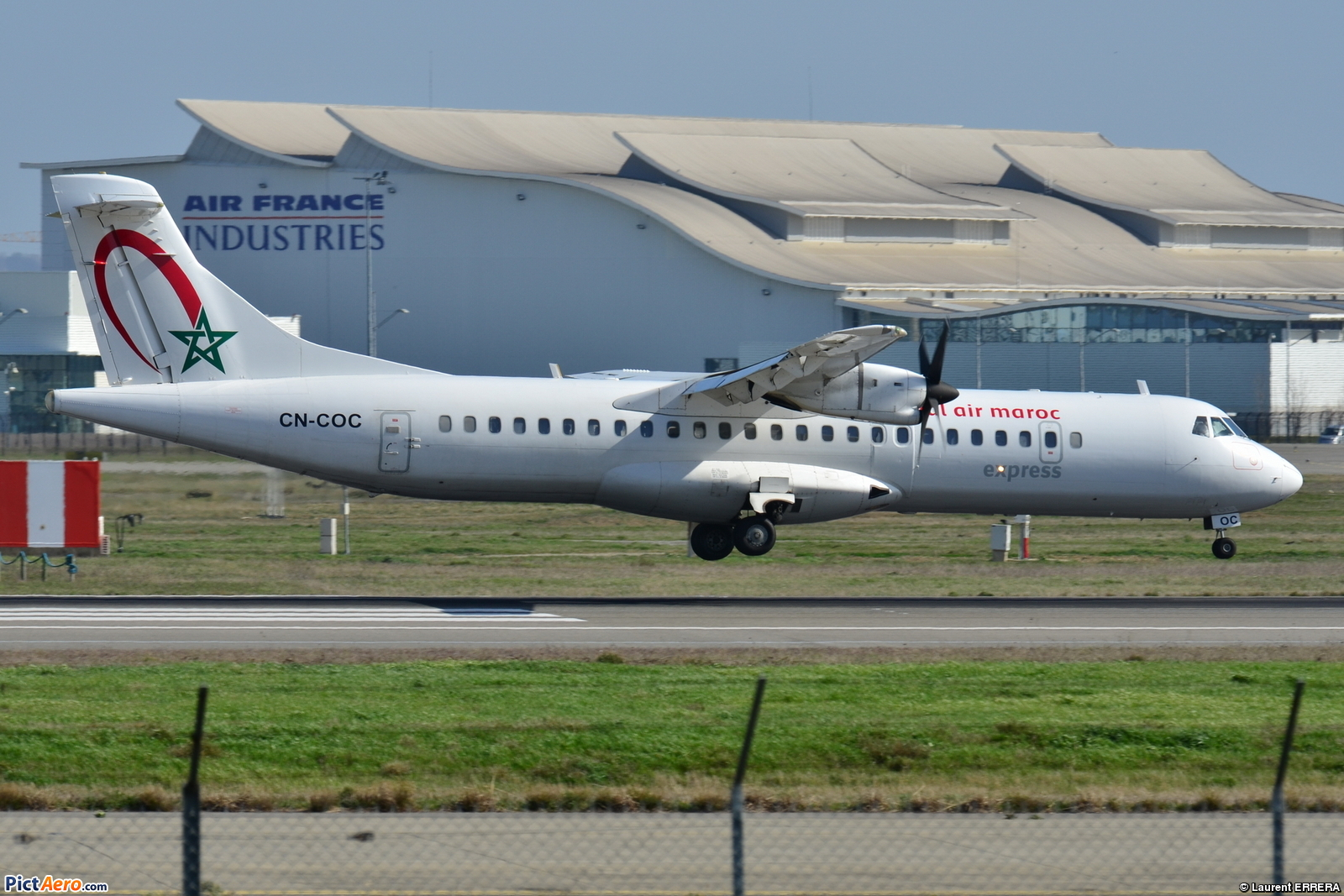
طائرة إي تي آر 600-72

في الخطوط الملكية المغربية يوجد حوالي 1300 مضيف ومضيفة، ويتميز هؤلاء المضيفيين بمدة الدراسة التي يقضونها والتي تصل إلى 18 شهراً في حين تقتصر مدة التكوين أو الدراسة فقط على شهرين أو ثلاثة أشهر في معظم الشركات الأخرى. 18 شهر التي يقضيها المضيفين الجويين بإحدى المدارس الخاصة بهذا النوع من التكوين بالمغرب والتي تعتبر تكاليفها باهظة الثمن، يليها اجتياز فحص طبي بالمستشفى العسكري بالعاصمة الرباط ثم امتحان في مقر الشركة بالدار البيضاء عبارة عن امتحان كتابي ورياضي (السباحة، إطفاء النار، امتحان خاص بتعليمات السلامة والإسعافات الاولية)، عند اجتياز هذا الأخير بنجاح يمر الناجحين فيه للعمل كمتدربين لمدة ستون ساعة بإحدى طائرات الخطوط الملكية المغربية، بعد انقضاء هذه المدة يتم قبول أو رفض المضيفيين الجويين للعمل بالشركة.

### موظفين في الشركات التابعة
بالإضافة للطيارين والمضيفين الجويين فيشتغل العديد من الموظفين الأخرين بعقود عمل لشركات تابعة للخطوط الملكية المغربية، يقدر عددهم بحوالي 4000 موظف في قطاعات التموين، الهندسة، المناولة الأرضية، مراكز الإتصال.

## الإدارة
| السنة         | المدير العام       |
| ------------- | ------------------ |
| 1977-1984     | ادريس بنعمر العلمي |
| 1984-1995     | محمد مكوار         |
| 1995-2001     | محمد حصاد          |
| 2001-2006     | محمد برادة         |
| 2006-2016     | إدريس بنهيمة       |
| 2016-إلى الآن | عبد الحميد عدو     |

## الوجهات
يتفرع أسطول الخطوط الملكية المغربية ليشمل 82 وجهة دولية و15 وجهة داخلية.
أغلب رحلات الشركة تتم انطلاقاً من مركز عملياتها الرئيسي في مطار محمد الخامس الدولي، كما أن للشركة تواجد مهم بمطار باريس أورلي.

### الرحلات الداخلية
تقوم الخطوط الملكية المغربية بتوفير رحلات جوية داخلية تربط غالباً الدار البيضاء بباقي المدن الكبرى كمراكش، وأكادير، وجدة، أو المدن الصحراوية البعيدة العيون، والداخلة بطائرات متوسطة الحجم من نوع بوينغ 737، فيما تربط الشركة مدينة الدار البيضاء بالمدن المتوسطة أو الصغيرة كورزازات، زاكورة، كلميم، طانطان، بطائرات صغيرة الحجم من نوع إيه تي آر 72 عن طريق شركتها الفرعية الخطوط الملكية المغربية إكسبريس.
في عام 2017، لتعزيز النقل بين المدن دون المرور عبر الدار البيضاء، إفتتحت الخطوط الملكية المغربية الرحلات الداخلية بين الحسيمة وطنجة، وبين الدار البيضاء والصويرة، وبين مراكش وورزازات. وفي عام 2019، تم افتتاح رحلات جوية داخلية جديدة: الدار البيضاء-بوعرفة، العيون-كلميم، العيون-مراكش.

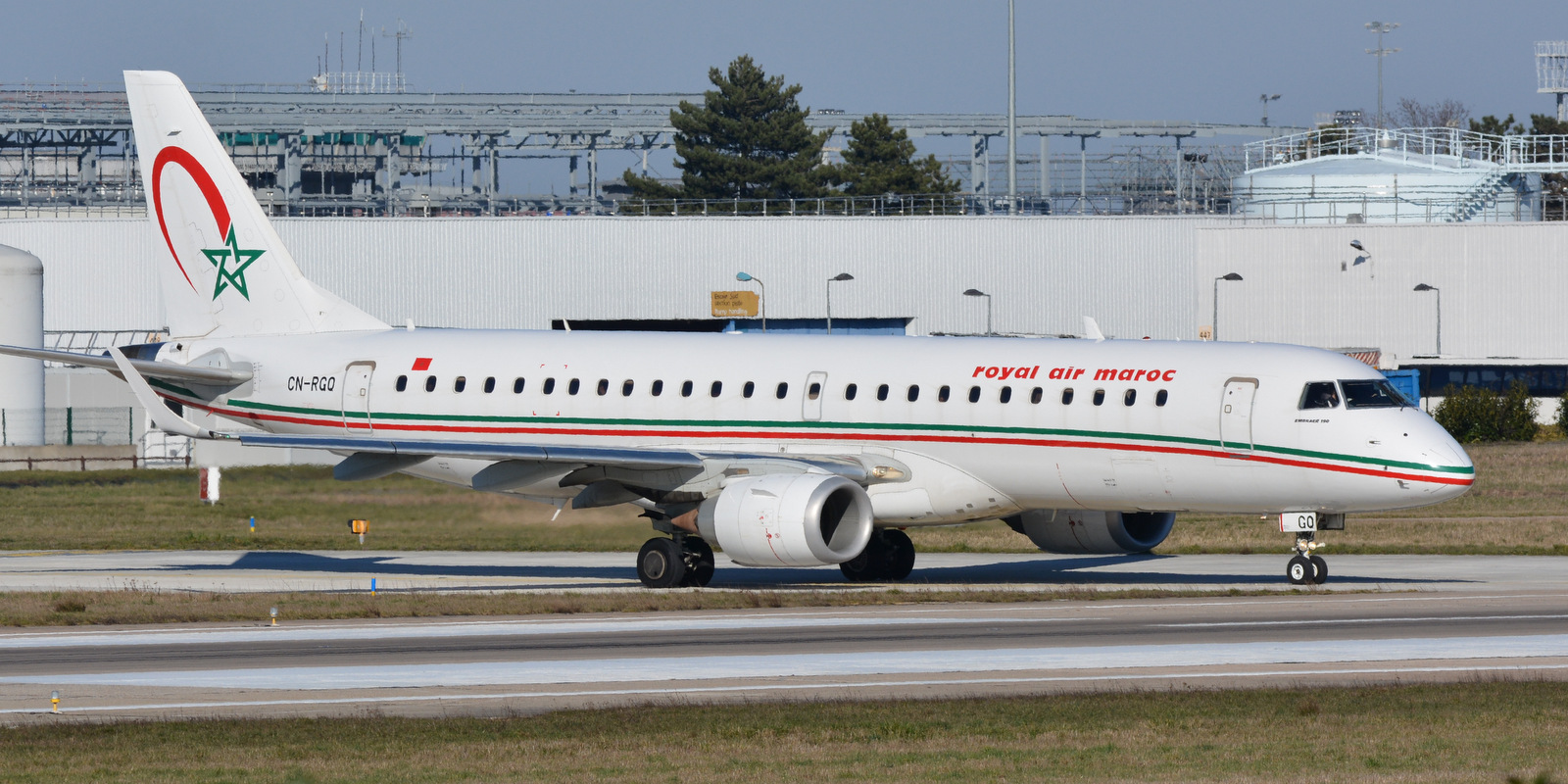
طائرة إمبراير 190

### الرحلات الدولية
انطلاقاً من مطار محمد الخامس الدولي تعمل الخطوط الملكية المغربية على ربط المغرب بوجهات دولية عديدة في أفريقيا، أوروبا، وأمريكا الشمالية، وآسيا. فالشركة تُشغل 25 وجهة في افريقيا، و31 وجهة في أوروبا، و6 خطوط في آسيا، و4 خطوط في أمريكا الشمالية.
جميع رحلات الشركة نحو افريقيا تتم غالبا في الليل ليصل المسافرون للدار البيضاء في الصباح، مما يسمح لهم من مواصلة سفرهم على طائرات الخطوط الملكية المغربية نحو أوروبا وأمريكا وآسيا. ويعتبر خط الدار البيضاء - داكار من بين أكثر الخطوط النشيطة في شبكة الشركة، كما أن هذا الخط قديم جداً وبدأ العمل منذ 1958، وحالياً بسبب عدد المسافرين المرتفع على هذا الخط أصبحت الخطوط الملكية المغربية تستخدم فيه طائرة كبيرة الحجم من طراز 787.

## الأسطول

### الأسطول الحالي
يتكون أسطول الخطوط الملكية المغربية من طائرات بوينغ وإمبراير وإيه تي آر،
وفي فصل الصيف أو خلال موسم الحج أو العمرة ونظراً لكثرة الطلب على الرحلات تقوم الشركة بإستئجار طائرات من شركات آخرى. وحتى يوليو 2025، يتكون أسطول الخطوط الملكية المغربية من الطائرات التالية:
| أسطول طائرات الركاب | أسطول طائرات الركاب | أسطول طائرات الركاب | أسطول طائرات الركاب | أسطول طائرات الركاب | أسطول طائرات الركاب | أسطول طائرات الركاب | أسطول طائرات الركاب                    |
| نوع الطائرة         | في الخدمة           | تحت الطلب           | خارج الخدمة         | السعة المقعدية      | السعة المقعدية      | السعة المقعدية      | ملاحظات                                |
| نوع الطائرة         | في الخدمة           | تحت الطلب           | خارج الخدمة         | C                   | Y                   | المجموع             | ملاحظات                                |
| ------------------- | ------------------- | ------------------- | ------------------- | ------------------- | ------------------- | ------------------- | -------------------------------------- |
| إيه تي آر 72        | 6                   |                     |                     | 12                  | 58                  | 70                  | تُشغلها الخطوط الملكية المغربية إكسبريس |
| امبراير اي 190      | 4                   |                     |                     | 12                  | 84                  | 98                  |                                        |
| بوينغ 737-800       | 28                  |                     |                     | 12                  | 147                 | 171                 |                                        |
| بوينغ 737 ماكس 8    | 7                   | 5                   |                     | 12                  | 144                 | 156                 |                                        |
| بوينغ 787-8         | 5                   |                     |                     | 18                  | 256                 | 274                 |                                        |
| بوينغ 787-9         | 6                   |                     |                     | 26                  | 276                 | 302                 |                                        |
| أسطول طائرات الشحن  |                     |                     |                     |                     |                     |                     |                                        |
| بوينغ 767           | 1                   |                     |                     | 45 طن               | 45 طن               | 45 طن               | الحاملة للتسجيل: CN-ROW                |
| المجموع             | 57                  | 5                   |                     |                     |                     |                     |                                        |

### صباغة الطائرات
بعض الطائرات تم صباغتها بلوحات فنية أو بشعارات ترمز لمناسبات خاصة:
الطائرة CN-RGV: تحمل صباغة خاصة للاحتفال بمرور ستون سنة على تأسيس الشركة.
الطائرة المرقمة CN-RGN: كانت تحمل شعار 50th Boeing 737 والذي يرمز إلى انها الطائرة رقم 50 من نوع بوينغ 737 في أسطول الخطوط الملكية المغربية.
الطائرات المرقمة CN-RGH وCN-RGG وCN-RGF: كانت مصبوغة بلوحات فنية وذلك بعدما أعلنت الخطوط الملكية المغربية عن مسابقة 'وينغز أوف أفريكان أرت' للتعريف بالفن والثقافة الأفريقية، حيث فاز بها ثلاثة فنانين وتم صباغة أعمالهم على طائرات تابعة للشركة.
بحلول عام 2019، أعلنت الخطوط الملكية المغربية عن تغيير الطلاء الخارجي لطائراتها وجاءاً ذالك تزامنا مع بداية دخول طائرات بوينغ 737 ماكس 8، وبوينغ 9-787 للأسطول، الطلاء الجديد أصبح يحمل شعار الشركة باللغتين العربية والفرنسية على كل جانب من الطائرات، وتم الإستغناء عن الخطوط الحمراء والخضراء، وفي 2023، تم إضافة زخرفة مغربية فوق اللونين الأخضر والأحمر.

## المشاركة بالرمز

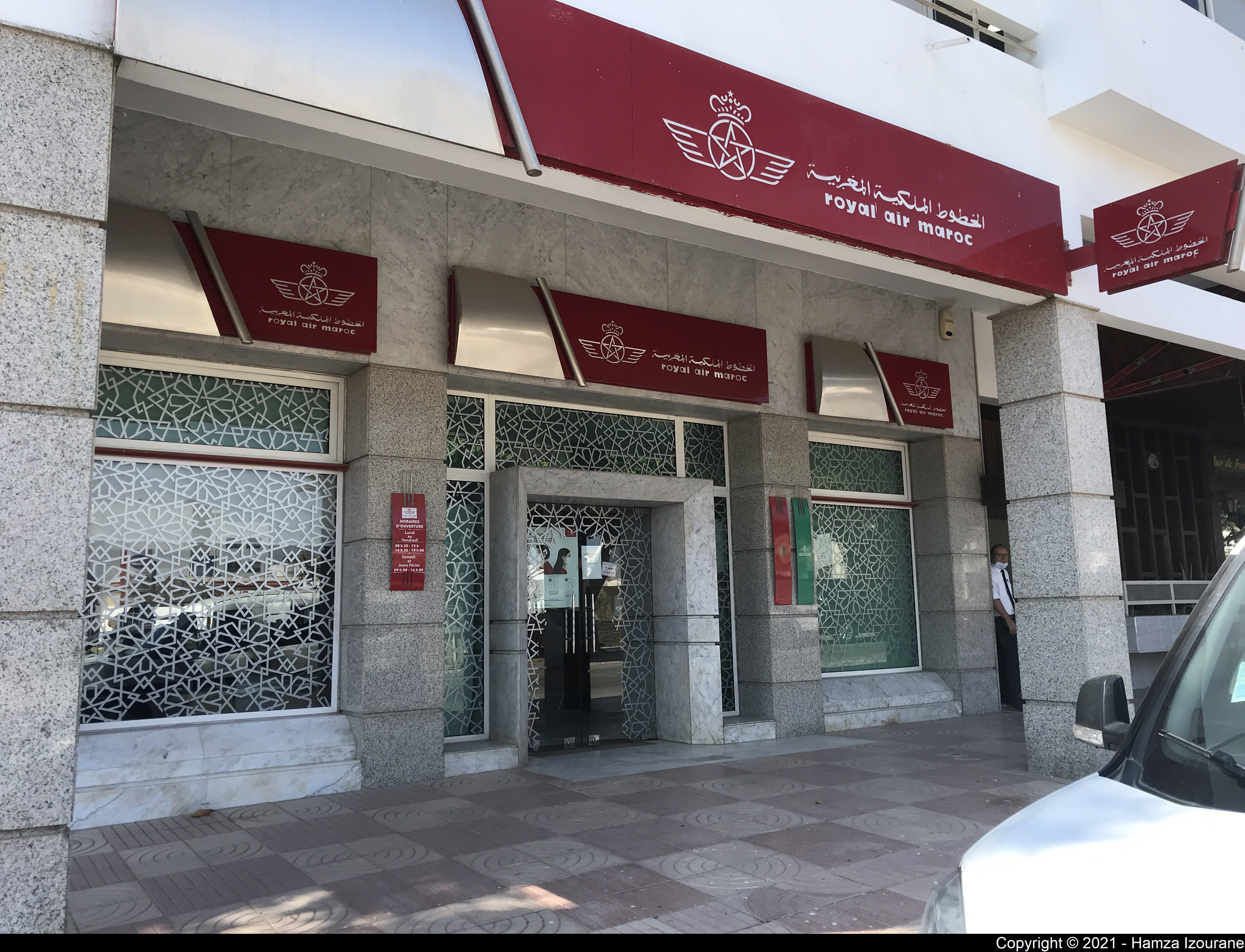
وكالة تجارية للخطوط الملكية المغربية

- خطوط إس سفن
- الخطوط الجوية التركية
- الخطوط الجوية القطرية
- الخطوط الجوية الإيطالية
- مصر للطيران
- الخطوط السعودية
- أيبيريا[20]
- الملكية الأردنية[21]
- الخطوط الجوية الأمريكية[22]
- إل عال
- إيتا

## الشركات التابعة
هذه قائمة بالشركات التابعة للخطوط الملكية المغربية:
- أطلس سورف إير: الشركة المكلفة بتموين الوجبات الخاصة بالرحلات الجوية، وتمتلك فيها الخطوط الملكية المغربية نسبة 60%.
- أمادوس المغرب: هي شركة مغربية، تمتلك فيها الخطوط الملكية المغربية نسبة 70%، وتساهم في مساعدة وكالات الأسفار في إدارة الحجوزات، الفواتير، وبيع التذاكر.
- رام هاندلينغ: وهي المكلفة بعمليات المناولات الأرضية داخل المطارات في المغرب.
- الخطوط الملكية المغربية إكسبريس.

## حوادث

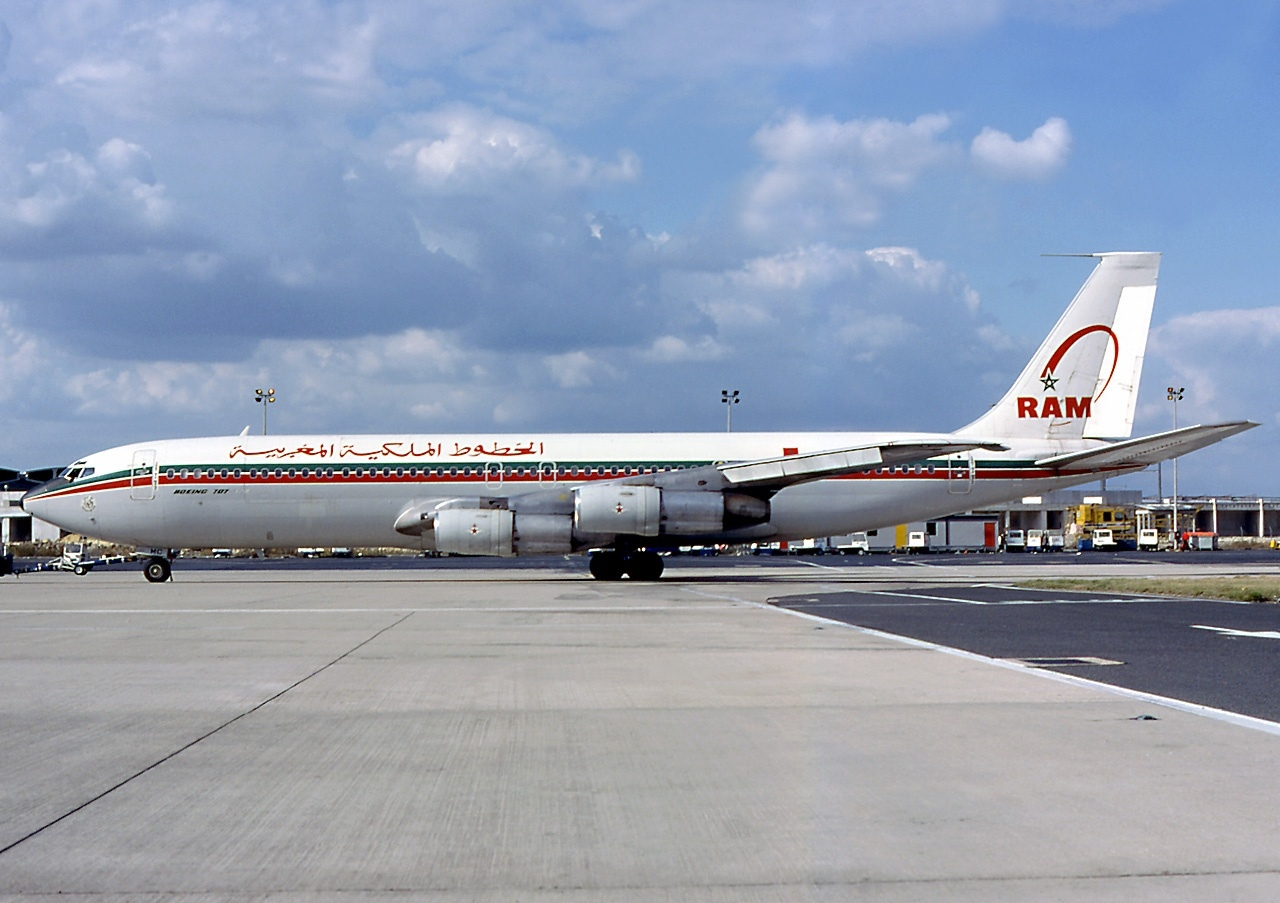
طائرة بوينغ 707

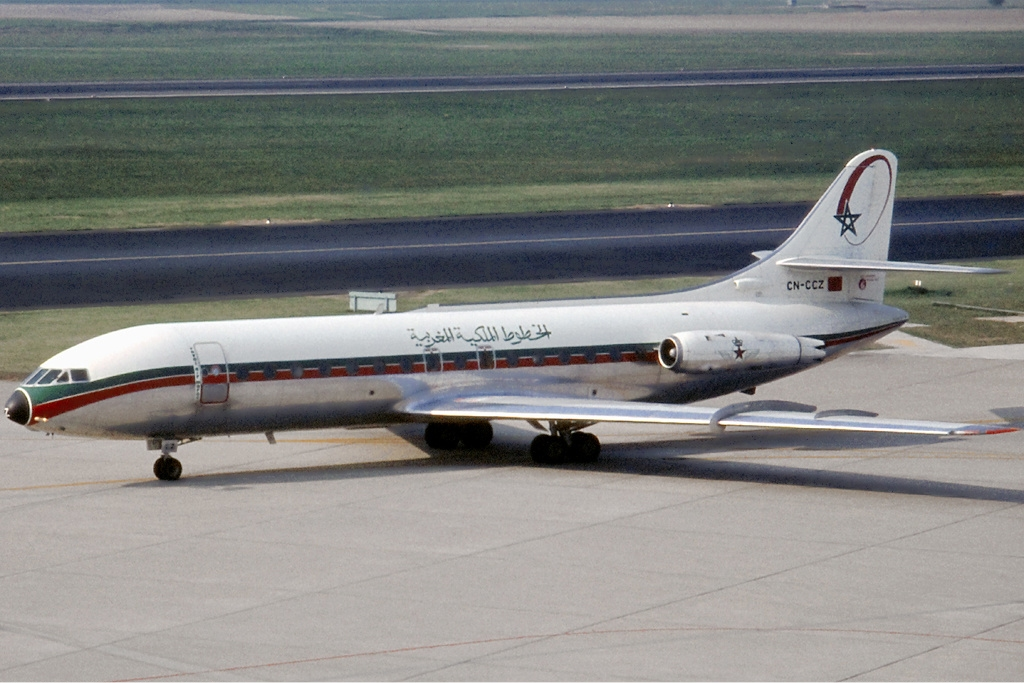
طائرة سود أفياسيون كارافيل

أغلب الحوادث التالية هي حوادث قديمة جداً وقد وقعت قبل تجديد أسطول الشركة، أما الأسطول الجديد للشركة فيمتلك سجلاً جيدا في السلامة:
- 23 مارس 2019: الطائرة الحاملة للترقيم CN-RAM، من طراز 9-787 تعرضت لإصطدام مع شاحنة في مطار نيويوك جون إف كينيدي، مما أسفر عن إلغاء رحلة العودة، وإضطرت الشركة إلى إرسال طائرة أخرى من طراز 8-787 لتأمين رحلة العودة.
- 9 مارس 2018: طائرة من نوع بوينغ 787 والحاملة للتسجيل CN-RGT كانت متوجهة من إسطنبول إلى الدار البيضاء إصطدم جناحها بطائرة متوقفة تابعة للخطوط الجوية التركية من نوع بوينغ 777، الاصطدام نتج عنه أضرار للطائرتين ولم يخلف أي إصابات للركاب أو الطاقم.[24]
- 4 نونبر 2013: عندما كانت طائرة من نوع 767 متوقفة بمطار مونتريال، اشتعلت النيران في إحدى عربات نقل الامتعة التي كانت متوقفة بجانب الطائرة، وتم اخلاء جميع الركاب عن طريق زلاقات النجاة بالطائرة.
- 26 مارس 2003: الطائرة المرقمة CN-RNF من نوع بوينغ 400-737 انهارت مقدمتها خلال هبوطها بمطار وجدة انجاد الدولي.
- 21 مارس 1994: طائرة من نوع ATR 42-300 في رحلتها رقم 630 بين اكادير والدار البيضاء وقعت على الجبال مسببة وفاة كل الطاقم بالإضافة إلى كل ركاب الطائرة البالغ عددهم 44، بعد التحقيق في الحادثة تأكد للمحققين بان ربان الطائرة قد قرر الانتحار وتوجيه الطائرة نحو الأرض (مقالة مفصلة:الخطوط الملكية المغربية رحلة 630).
- 1 أبريل 1970: الطائرة المرقمة CN-CCV من نوع Caravelle III كانت تقوم برحلة بين اكادير- الدار البيضاء - باريس، تحطمت على ارتفاع 500 قدم عندما كانت تستعد للهبوط بمطار الدار البيضاء، 61 شخصا لقوا حتفهم في الحادث، من أصل 82 من ركاب الطائرة.
- 14 نونبر 1958: الطائرة المرقمة CN-CCJ من نوع Douglas C-47A تحطم هيكلها السفلي خلال الهبوط في مطار طنجة ابن بطوطة الدولي.

## وصلات خارجية
- الموقع الرسمي